# Liga de las Américas 2010-11
La Liga de las Américas 2010-11 fue la cuarta edición del torneo, siendo el primero de clubes de baloncesto que abarca a todo el continente americano. Se jugó entre 2010 y 2011 en 4 sedes fijas (Argentina, Ecuador, México,  y Puerto Rico) con un total de 16 equipos participantes. Comenzó el 9 de diciembre de 2010 en Mar del Plata, Argentina, y un total de 16 equipos formaron parte de la competencia de clubes más importante de América. El campeón defensor de este evento lo fue Peñarol de Mar del Plata, que ha ganado este torneo en dos ocasiones (2007/2008 y 2009/2010).
Las sedes de este evento fueron: Mar del Plata, Argentina (Grupo A), Xalapa, México (Grupo B), Ibarra, Ecuador (Grupo C) y Arecibo, Puerto Rico (Grupo D). Este torneo se televisó por Fox Sports.

## Formato
El formato del torneo para esta edición cambió, usando el mismo formato de la primera edición donde los dos mejores equipos en el grupo pasaron a la segunda fase. En la segunda fase se realizaron dos cuadrangulares, Grupo E (3-5 de febrero) y Grupo F (11-13 de febrero). Los dos mejores de ambos cuadrangulares pasaron al "Final Four" que se celebró del 4 al 6 de marzo de 2011, de donde se obtuvo al campeón de la competencia.

## Plazas
| - México: 3 equipos. - Puerto Rico: 1 equipo. - República Dominicana: 1 equipo. |  | - Argentina: 4 equipos. - Brasil: 2 equipos. - Chile: 1 equipo. - Ecuador: 1 equipo. - Uruguay: 1 equipo. - Venezuela: 2 equipos. |

## Grupos
| Grupo A                  | Grupo B              | Grupo C          | Grupo D                 |
| ------------------------ | -------------------- | ---------------- | ----------------------- |
| Espartanos de Margarita  | Cañeros de La Romana | Español de Talca | Capitanes de Arecibo    |
| Peñarol de Mar del Plata | Defensor Sporting    | Flamengo         | Cocodrilos de Caracas   |
| Regatas Corrientes       | Halcones UV Xalapa   | Mavort           | Halcones Rojos Veracruz |
| Toros de Nuevo Laredo    | Brasília             | Quimsa           | Sionista de Paraná      |

## Ronda preliminar

### Grupo A
| Pos. | Equipo                     | Pts | PJ | PG | PP | PF  | PC  | Dif |
| ---- | -------------------------- | --- | -- | -- | -- | --- | --- | --- |
| 1.   | Regatas Corrientes x       | 6   | 3  | 3  | 0  | 249 | 218 | 31  |
| 2.   | Peñarol de Mar del Plata x | 5   | 3  | 2  | 1  | 254 | 228 | 26  |
| 3.   | Toros de Nuevo Laredo      | 4   | 3  | 1  | 2  | 227 | 228 | -1  |
| 4.   | Espartanos de Margarita    | 3   | 3  | 0  | 3  | 217 | 273 | -56 |

- (x) -  Calificado a la siguiente ronda.

| Fecha                   | Hora² | Partido¹                 | Partido¹ | Partido¹                 |
| ----------------------- | ----- | ------------------------ | -------- | ------------------------ |
| 9 de diciembre de 2010  | 20:00 | Toros de Nuevo Laredo    | 74 - 77  | Regatas Corrientes       |
| 9 de diciembre de 2010  | 22:15 | Peñarol de Mar del Plata | 102 - 74 | Espartanos de Margarita  |
| 10 de diciembre de 2010 | 20:00 | Regatas Corrientes       | 91 - 72  | Espartanos de Margarita  |
| 10 de diciembre de 2010 | 22:15 | Toros de Nuevo Laredo    | 73 - 80  | Peñarol de Mar del Plata |
| 11 de diciembre de 2010 | 20:00 | Espartanos de Margarita  | 71 - 80  | Toros de Nuevo Laredo    |
| 11 de diciembre de 2010 | 22:15 | Peñarol de Mar del Plata | 72 - 81  | Regatas Corrientes       |

- (¹) -  Todos en el Estadio Polideportivo Islas Malvinas, Mar del Plata, Argentina.
- (²) -  Hora local de Mar del Plata. (UTC -3).

### Grupo B
| Pos. | Equipo               | Pts | PJ | PG | PP | PF  | PC  | Dif |
| ---- | -------------------- | --- | -- | -- | -- | --- | --- | --- |
| 1.   | Halcones UV Xalapa x | 6   | 3  | 3  | 0  | 295 | 244 | 51  |
| 2.   | Brasília x           | 5   | 3  | 2  | 1  | 280 | 258 | 22  |
| 3.   | Defensor Sporting    | 4   | 3  | 1  | 2  | 227 | 252 | -25 |
| 4.   | Cañeros de La Romana | 3   | 3  | 0  | 3  | 253 | 301 | -48 |

- (x) -  Calificado a la siguiente ronda.

| Fecha                   | Hora² | Partido¹             | Partido¹ | Partido¹             |
| ----------------------- | ----- | -------------------- | -------- | -------------------- |
| 14 de diciembre de 2010 | 16:00 | Defensor Sporting    | 81 - 84  | Brasília             |
| 14 de diciembre de 2010 | 20:15 | Halcones UV Xalapa   | 109 - 94 | Cañeros de La Romana |
| 15 de diciembre de 2010 | 18:00 | Brasília             | 109 - 79 | Cañeros de La Romana |
| 15 de diciembre de 2010 | 20:15 | Defensor Sporting    | 63 - 88  | Halcones UV Xalapa   |
| 16 de diciembre de 2010 | 18:00 | Cañeros de La Romana | 80 - 83  | Defensor Sporting    |
| 16 de diciembre de 2010 | 20:15 | Halcones UV Xalapa   | 98 - 87  | Brasília             |

- (¹) -  Todos en el Gimnasio de la USBI, Xalapa, México.
- (²) -  Hora local de Xalapa. (UTC -6).

### Grupo C
| Pos. | Equipo           | Pts | PJ | PG | PP | PF  | PC  | Dif |
| ---- | ---------------- | --- | -- | -- | -- | --- | --- | --- |
| 1.   | Flamengo x       | 6   | 3  | 3  | 0  | 244 | 218 | 26  |
| 2.   | Quimsa x         | 5   | 3  | 2  | 1  | 228 | 205 | 23  |
| 3.   | Español de Talca | 4   | 3  | 1  | 2  | 213 | 242 | -29 |
| 4.   | Mavort           | 3   | 3  | 0  | 3  | 221 | 241 | -20 |

- (x) -  Calificado a la siguiente ronda.

| Fecha               | Hora² | Partido¹         | Partido¹ | Partido¹         |
| ------------------- | ----- | ---------------- | -------- | ---------------- |
| 11 de enero de 2011 | 17:00 | Quimsa           | 72 - 78  | Flamengo         |
| 11 de enero de 2011 | 20:15 | Mavort           | 76 - 85  | Español de Talca |
| 12 de enero de 2011 | 18:00 | Español de Talca | 62 - 81  | Quimsa           |
| 12 de enero de 2011 | 20:15 | Flamengo         | 81 - 80  | Mavort           |
| 13 de enero de 2011 | 18:00 | Flamengo         | 85 - 66  | Español de Talca |
| 13 de enero de 2011 | 20:15 | Mavort           | 65 - 75  | Quimsa           |

- (¹) -  Todos en el Coliseo Luis Leoro Franco, Ibarra, Ecuador.
- (²) -  Hora local de Ibarra. (UTC -5).

### Grupo D
| Pos. | Equipo                    | Pts | PJ | PG | PP | PF  | PC  | Dif |
| ---- | ------------------------- | --- | -- | -- | -- | --- | --- | --- |
| 1.   | Capitanes de Arecibo x    | 5   | 3  | 2  | 1  | 243 | 233 | 10  |
| 2.   | Halcones Rojos Veracruz x | 5   | 3  | 2  | 1  | 256 | 251 | 5   |
| 3.   | Cocodrilos de Caracas     | 4   | 3  | 1  | 2  | 228 | 235 | -7  |
| 4.   | Sionista de Paraná        | 4   | 3  | 1  | 2  | 229 | 237 | -8  |

- (x) -  Calificado a la siguiente ronda.

| Fecha               | Hora² | Partido¹                | Partido¹ | Partido¹                |
| ------------------- | ----- | ----------------------- | -------- | ----------------------- |
| 18 de enero de 2011 | 18:00 | Sionista de Paraná      | 88 - 92  | Halcones Rojos Veracruz |
| 18 de enero de 2011 | 20:15 | Capitanes de Arecibo    | 84 - 79  | Cocodrilos de Caracas   |
| 19 de enero de 2011 | 18:00 | Halcones Rojos Veracruz | 83 - 76  | Cocodrilos de Caracas   |
| 19 de enero de 2011 | 20:15 | Sionista de Paraná      | 73 - 72  | Capitanes de Arecibo    |
| 20 de enero de 2011 | 18:00 | Cocodrilos de Caracas   | 73 - 68  | Sionista de Paraná      |
| 20 de enero de 2011 | 20:15 | Capitanes de Arecibo    | 87 - 81  | Halcones Rojos Veracruz |

- (¹) -  Todos en el Coliseo Manuel "Petaca" Iguina, Arecibo, Puerto Rico.
- (²) -  Hora local de Arecibo. (UTC -4).

## Segunda fase
El Grupo E se jugó el 3, 4 y 5 de febrero de 2011 en la ciudad de Veracruz, México, casa de los Halcones Rojos Veracruz; y el Grupo F en la ciudad de Corrientes, Argentina, los días 11, 12 y 13 del mismo mes en la cancha de Regatas Corrientes de esa ciudad. Luego de decidir las canchas se definió la composición de ambos grupos.

### Grupos
| Grupo E                  | Grupo F            |
| ------------------------ | ------------------ |
| Capitanes de Arecibo     | Halcones UV Xalapa |
| Flamengo                 | Quimsa             |
| Halcones Rojos Veracruz  | Regatas Corrientes |
| Peñarol de Mar del Plata | Brasília           |

#### Grupo E
| Pos. | Equipo                    | Pts | PJ | PG | PP | PF  | PC  | Dif |
| ---- | ------------------------- | --- | -- | -- | -- | --- | --- | --- |
| 1.   | Halcones Rojos Veracruz x | 6   | 3  | 3  | 0  | 245 | 229 | 16  |
| 2.   | Capitanes de Arecibo x    | 5   | 3  | 2  | 1  | 256 | 252 | 4   |
| 3.   | Peñarol de Mar del Plata  | 4   | 3  | 1  | 2  | 238 | 238 | 0   |
| 4.   | Flamengo                  | 3   | 3  | 0  | 3  | 238 | 258 | -20 |

- (x) -  Calificado al Final Four.

| Fecha                | Hora² | Partido¹                 | Partido¹ | Partido¹                 |
| -------------------- | ----- | ------------------------ | -------- | ------------------------ |
| 3 de febrero de 2011 | 18:00 | Peñarol de Mar del Plata | 80 - 85  | Capitanes de Arecibo     |
| 3 de febrero de 2011 | 20:15 | Halcones Rojos Veracruz  | 81 - 77  | Flamengo                 |
| 4 de febrero de 2011 | 18:00 | Flamengo                 | 76 - 90  | Peñarol de Mar del Plata |
| 4 de febrero de 2011 | 20:15 | Capitanes de Arecibo     | 84 - 87  | Halcones Rojos Veracruz  |
| 5 de febrero de 2011 | 18:00 | Flamengo                 | 85 - 87  | Capitanes de Arecibo     |
| 5 de febrero de 2011 | 20:15 | Halcones Rojos Veracruz  | 77 - 68  | Peñarol de Mar del Plata |

- (¹) -  Todos en el Auditorio "Benito Juárez", Veracruz, México.
- (²) -  Hora local de Veracruz. (UTC -6).

#### Grupo F
| Pos. | Equipo               | Pts | PJ | PG | PP | PF  | PC  | Dif |
| ---- | -------------------- | --- | -- | -- | -- | --- | --- | --- |
| 1.   | Halcones UV Xalapa x | 5   | 3  | 2  | 1  | 248 | 209 | 39  |
| 2.   | Regatas Corrientes x | 5   | 3  | 2  | 1  | 223 | 250 | -27 |
| 3.   | Quimsa               | 4   | 3  | 1  | 2  | 203 | 205 | -2  |
| 4.   | Brasília             | 4   | 3  | 1  | 2  | 233 | 243 | -10 |

- (x) -  Calificado al Final Four.

| Fecha                 | Hora² | Partido¹           | Partido¹ | Partido¹           |
| --------------------- | ----- | ------------------ | -------- | ------------------ |
| 11 de febrero de 2011 | 20:00 | Halcones UV Xalapa | 77 - 79  | Brasília           |
| 11 de febrero de 2011 | 22:15 | Regatas Corrientes | 70 - 60  | Quimsa             |
| 12 de febrero de 2011 | 20:00 | Quimsa             | 70 - 73  | Halcones UV Xalapa |
| 12 de febrero de 2011 | 22:15 | Brasília           | 92 - 93  | Regatas Corrientes |
| 13 de febrero de 2011 | 20:00 | Quimsa             | 73 - 62  | Brasília           |
| 13 de febrero de 2011 | 22:15 | Regatas Corrientes | 60 - 98  | Halcones UV Xalapa |

- (¹) -  Todos en el Estadio José Jorge Contte, Corrientes, Argentina.
- (²) -  Hora local de Corrientes. (UTC -3).

## Final Four
Esta etapa final concentró a los dos mejores de los 2 cuadrangulares que integraron la segunda fase de esta edición del torneo. La sede donde se llevó a cabo el Final Four fue escogida entre las sedes de los 4 equipos finalistas. Tras un período de licitación, finalmente fue la ciudad de Xalapa, Veracruz, México la seleccionada como sede del Final Four de la Liga de las Américas. Cabe señalar que Xalapa es la única ciudad que ha sido dos veces sede del "Final Four" de la Liga de las Américas, ya que también albergó dicho evento en la Liga de las Américas 2008-09.
El campeón de esta edición fue Regatas Corrientes de Argentina, que ganó dos partidos en esta instancia, y que se coronó por el criterio de "dominio" ante Capitanes de Arecibo, al cual derrotó en la última jornada.
El MVP del Final Four fue Federico Kammerichs, de Regatas, quien en el cotejo final ante Capitanes de Arecibo convirtió 23 puntos, tomó 2 rebotes y dio una asistencia.
| Pos. | Equipo                  | Pts | PJ | PG | PP | PF  | PC  | Dif |
| ---- | ----------------------- | --- | -- | -- | -- | --- | --- | --- |
| 1.   | Regatas Corrientes      | 5   | 3  | 2  | 1  | 240 | 219 | 21  |
| 2.   | Capitanes de Arecibo    | 5   | 3  | 2  | 1  | 218 | 224 | -6  |
| 3.   | Halcones UV Xalapa      | 4   | 3  | 1  | 2  | 226 | 237 | -11 |
| 4.   | Halcones Rojos Veracruz | 4   | 3  | 1  | 2  | 223 | 227 | -4  |

| Fecha              | Hora² | Partido¹                | Partido¹ | Partido¹                |
| ------------------ | ----- | ----------------------- | -------- | ----------------------- |
| 4 de marzo de 2011 | 18:00 | Halcones Rojos Veracruz | 68 - 70  | Capitanes de Arecibo    |
| 4 de marzo de 2011 | 20:10 | Halcones UV Xalapa      | 72 - 81  | Regatas Corrientes      |
| 5 de marzo de 2011 | 18:00 | Regatas Corrientes      | 70 - 74  | Halcones Rojos Veracruz |
| 5 de marzo de 2011 | 20:10 | Capitanes de Arecibo    | 75 - 67  | Halcones UV Xalapa      |
| 6 de marzo de 2011 | 18:00 | Regatas Corrientes      | 89 - 73  | Capitanes de Arecibo    |
| 6 de marzo de 2011 | 20:10 | Halcones UV Xalapa      | 87 - 81  | Halcones Rojos Veracruz |

- (¹) -  Todos en el Gimnasio de la USBI, Xalapa, México.
- (²) -  Hora local de Xalapa. (UTC -6).

Regatas Corrientes

Campeón

Primer título

## Líderes individuales
A continuación se muestran los líderes individuales de la Liga de las Américas 2010-11:
| Categoría         | Jugador                 | Equipo                   | Media | Partidos | Total |
| ----------------- | ----------------------- | ------------------------ | ----- | -------- | ----- |
| Puntos            | Jaime Lloreda           | Halcones Rojos Veracruz  | 19.8  | 9        | 178   |
| Rebotes           | Lou Roe                 | Halcones UV Xalapa       | 9.3   | 9        | 84    |
| Asistencias       | Enrique Javier Martínez | Regatas Corrientes       | 6.4   | 8        | 51    |
| Tapones           | Lou Roe                 | Halcones UV Xalapa       | 2.2   | 9        | 20    |
| Robos             | Leandro García Morales  | Halcones UV Xalapa       | 2.1   | 9        | 19    |
| % de tiros libres | Anthony Pedroza         | Halcones Rojos Veracruz  | 93.8% | 9        | 15/16 |
| % de tiros de 3   | Diego Castrillón        | Defensor Sporting        | 66.7% | 3        | 8/12  |
| Tiros libres      | Leandro García Morales  | Halcones UV Xalapa       | 5.2   | 9        | 47    |
| Tiros de 3        | Leonardo Gutiérrez      | Peñarol de Mar del Plata | 4.3   | 6        | 26    |